# Jo Walton

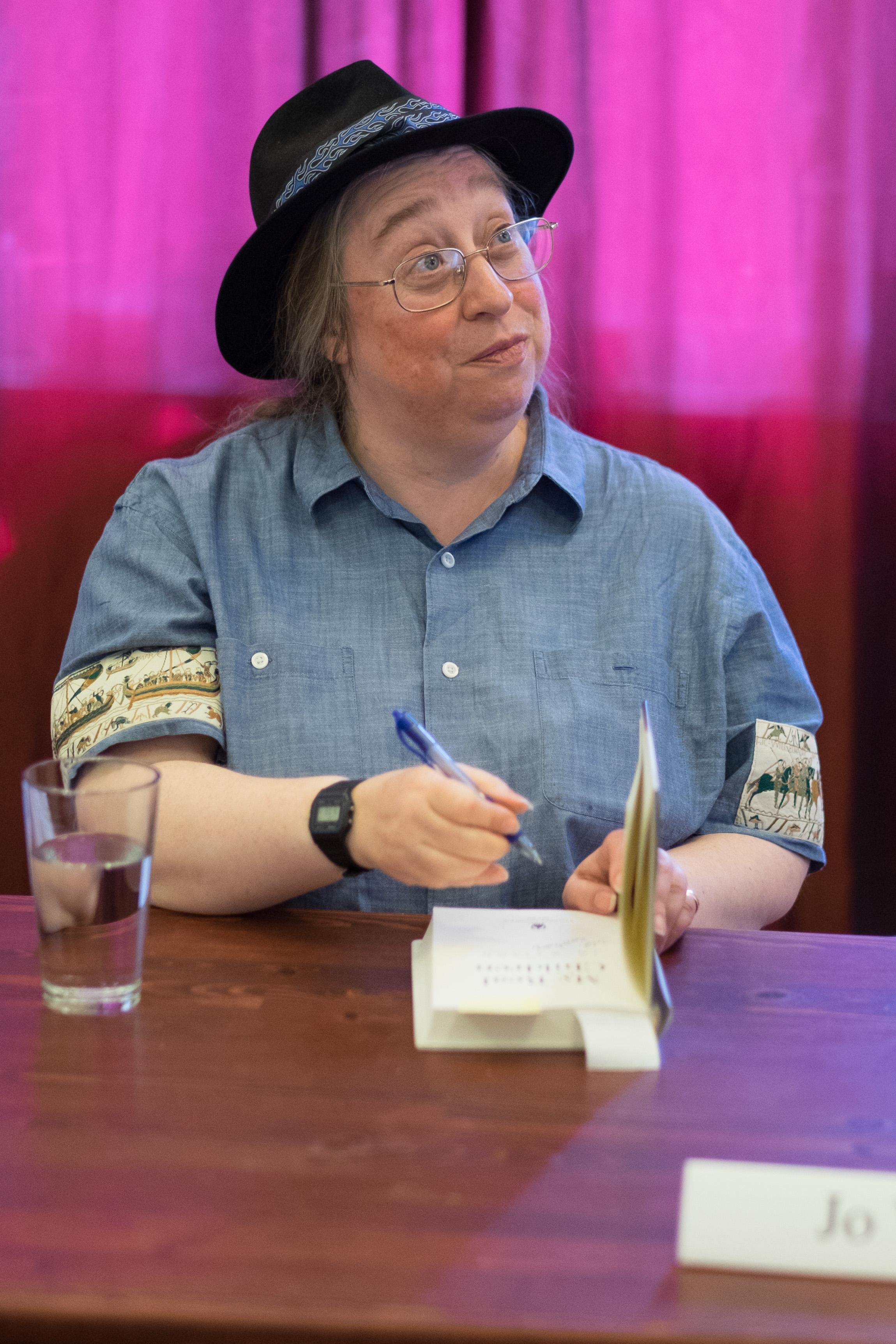
Jo Walton

Jo Walton (* 1. Dezember 1964 in Aberdare, Wales) ist eine walisisch-kanadische Fantasy- und Science-Fiction-Autorin. Sie gewann für ihren Roman Among Others (dt.: In einer anderen Welt) 2011 den Nebula Award sowie 2012 den Hugo Award.

## Biografie

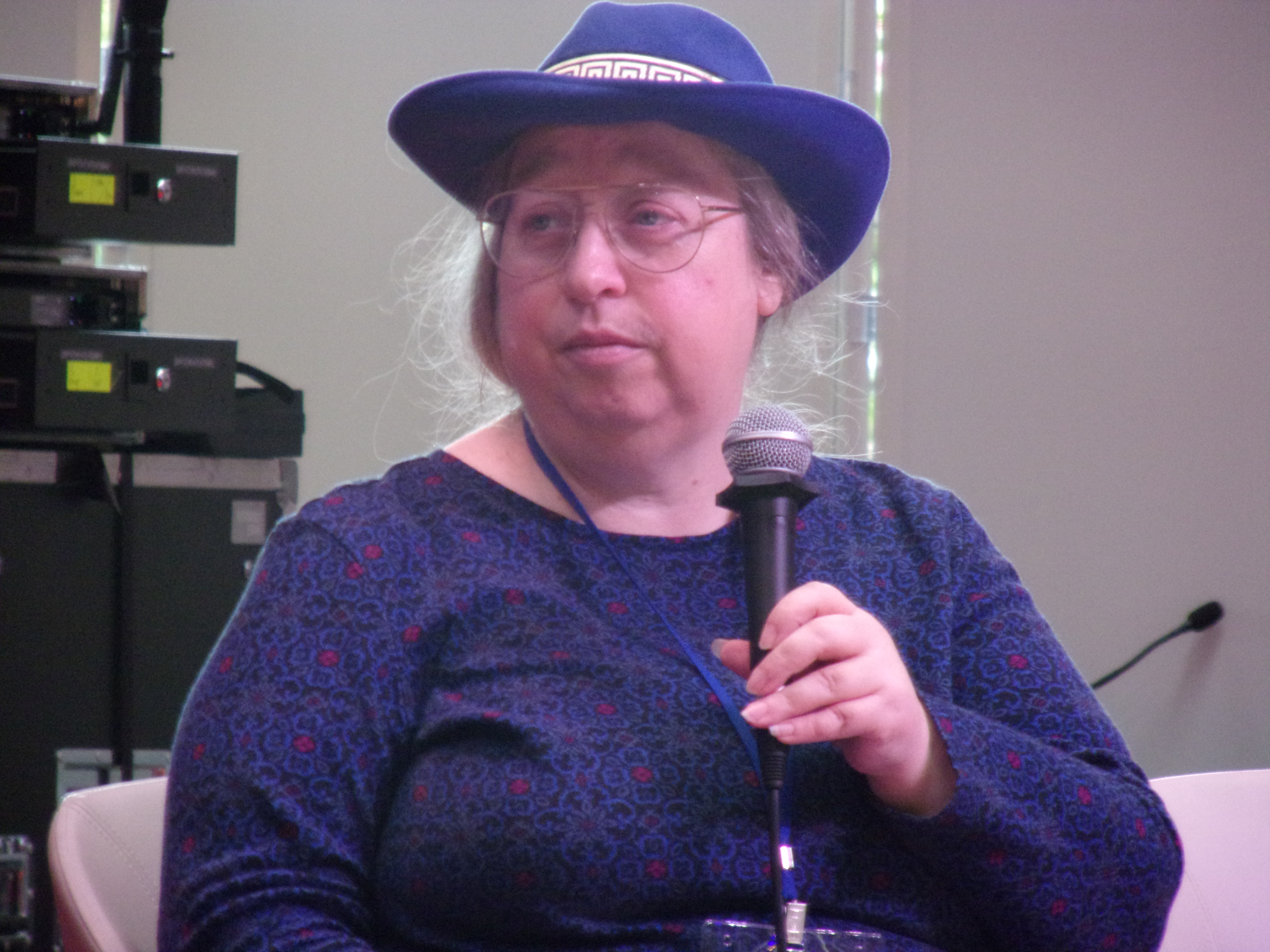
Jo Walton (2019).

Walton wurde in Aberdare, einer im walisischen Kohlegrubenrevier Cynon Valley liegenden Industriestadt, geboren. Nach dem Besuch der Park School in Aberdare besuchte sie die Aberdare Girls’ Grammar School. Sie lebte für ein Jahr in Cardiff und ging dort auf die Howell’s School Llandaff. Ihre schulische Ausbildung vervollständigte sie auf der Oswestry School in Shropshire und anschließend auf der Universität von Lancaster. Nachdem sie zwei Jahre in London verbracht hatte, zog sie im Anschluss nach Lancaster. 1997 zog sie nach Swansea. Seit 2002 lebt sie in Montreal in Kanada. Sie ist inzwischen kanadische Staatsbürgerin. Sie ist mit dem in Irland geborenen Dr. Emmet A. O’Brien verheiratet und hat einen Sohn. Walton spricht auch Walisisch. Sie sagt zu diesem Thema: „Walisisch war die zweite Muttersprache meiner Familie, meine Großmutter war eine bekannte walisische Lehrerin und Übersetzerin. Ich selber lernte die Sprache von meinem 5. bis zu meinem 16. Lebensjahr in der Schule und beherrsche Grammatik und Vokabular im Rahmen meines zehn Jahre langen Lernens. Mit der Aussprache habe ich jedenfalls keine Probleme.“

## Werk
Obwohl Walton schon seit ihrem 13. Lebensjahr schreibt, wurde ihr erster Roman erst im Jahre 2000 veröffentlicht. Zuvor schrieb sie eine Reihe von Artikeln in Publikationen für Rollenspiele, wie zum Beispiel im britischen Pyramid Magazine, die meisten davon zusammen mit ihrem damaligen Ehemann Ken Walton.
Walton war aktiv im Online-Science-Fiction-Fandom, speziell in den Usenet-Foren rec.arts.sf.written und rec.arts.sf.fandom. Ihr Gedicht The Lurkers Support Me in E-Mail wurde in vielen Diskussionen zitiert und kommentiert, oftmals ohne dass ihr Name genannt wurde.
Ihre ersten drei Romane The King’s Peace (2000), The King’s Name (2001) und The Prize in the Game (2002) waren aus dem Bereich der Fantasy. Sie spielten alle in einer Welt, die auf dem Britannien König Arthurs und Táin Bó Cúailnges Irland basierte.
Ihr nächster Roman Tooth and Claw (2003) war so angelegt, als ob der victorianische Romancier Anthony Trollope ihn geschrieben haben könnte, aber über Drachen statt über Menschen.
Farthing war ihr erster Science-Fiction-Roman. Dabei mischte sie die Form des cozy mystery mit dem SF-Subgenre des alternativen Geschichtsverlaufs, in welchem Großbritannien Frieden mit Adolf Hitler geschlossen hat, bevor die Vereinigten Staaten in den Zweiten Weltkrieg eintreten. Der Roman war nominiert für den Nebula Award, den Quill Award und den John W. Campbell Memorial Award für den besten Science-Fiction-Roman sowie den Sidewise Award for Alternate History.
Eine Fortsetzung mit dem Titel Ha’penny wurde im Oktober 2007 von Tor Books veröffentlicht. Im September 2008 folgte mit Half a Crown der abschließende dritte Teil dieser Trilogie.
Ha’penny gewann 2008 den Prometheus Award (gemeinsam mit Harry Turtledoves Roman The Gladiator) und wurde für den Lambda Literary Award nominiert.
Seit 2008 schreibt Walton eine Kolumne für Tor.com, meist Buchbesprechungen zu länger zurückliegenden Werken.

## Auszeichnungen
- 2002: John W. Campbell Award für den besten Nachwuchsautor
- 2004: World Fantasy Award für Tooth and Claw
- 2008: Prometheus Award für Ha'Penny
- 2010: Mythopoeic Award für Lifelode
- 2012: Hugo Award für Among Others
- 2012: Nebula Award für Among Others
- 2012: British Fantasy Award für Among Others
- 2012: Copper Cylinder Award für Among Others
- 2014: Kurd-Laßwitz-Preis für Among Others  (In einer anderen Welt)
- 2015: James Tiptree, Jr. Award für My Real Children
- 2015: Locus Award für What Makes This Book So Great
- 2017: Skylark Award "for contribution to SF in the spirit of E.E. "Doc" Smith"

Ihr 2011 erschienener Roman Among Others ist einer von nur sieben Romanen, denen es bisher gelang, in der Kategorie Bester Roman sowohl für den Hugo Award, den Nebula Award wie auch für den World Fantasy Award nominiert zu werden.

## Bibliografie

### Deutsche Übersetzungen
- Der Clan der Klauen: Ein Drachen-Roman (Tooth and Claw), übersetzt von Andreas Decker (Oktober 2000, Piper Verlag München und Zürich, ISBN 3-492-26592-8)
- In einer anderen Welt, Roman (Among Others), übersetzt von Hannes Riffel (März 2013, Golkonda Verlag Berlin, ISBN 978-3-942396-75-2)
- Die Stunde der Rotkehlchen, Roman, (Farthing) übersetzt von Nora Lachmann (November 2014, Golkonda Verlag Berlin, ISBN 978-3-944720-41-8)
- Der Tag der Lerche, Roman, (Ha’penny) übersetzt von Nora Lachmann (September 2015, Golkonda Verlag Berlin, ISBN 978-3-944720-67-8)
- Das Jahr des Falken, Roman (Half a Crown), übersetzt von Nora Lachmann (Oktober 2016, Golkonda Verlag Berlin, ISBN 978-3-944720-69-2)

### Romane
- The King’s Peace (Oktober 2000, Tor Books, ISBN 0-312-87229-1)
- The King’s Name (Dezember 2001, Tor Books, ISBN 0-312-87653-X)
- The Prize in the Game (Dezember 2002, Tor Books, ISBN 0-7653-0263-2)
- Tooth and Claw (November 2003, Tor Books, ISBN 0-7653-0264-0)
- Farthing (August 2006, Tor Books, ISBN 0-7653-1421-5)
- Ha’penny (Oktober 2007, Tor Books, ISBN 0-7653-1853-9)
- Half a Crown (August 2008, Tor Books)
- Lifelode (February 2009, NESFA Press,[13] ISBN 1-886778-82-5)
- Among Others (Januar 2011, Tor Books), ISBN 978-0-7653-2153-4; Nebula Award als bester Roman 2012, Hugo Award als Bester Roman 2011 sowie nominiert für den World Fantasy Award
- My Real Children (Mai 2014, Tor Books), ISBN 978-0-7653-3265-3
- The Just City (Januar 2015, Tor Books), ISBN 978-0-7653-3266-0
- The Philosopher Kings (Juni 2015, Tor Books), ISBN 978-0-7653-3267-7
- Necessity (Juli 2016, Tor Books) ISBN 978-0-7653-7902-3

### Andere Werke
- GURPS Celtic Myth (mit Ken Walton) (1995, Ergänzung für Rollenspieler)
- Muses and Lurkers (2001, Poetry Chapbook, bearbeitet von Eleanor Evans)
- Realms of Sorcery (mit Ken Walton) (2002, Ergänzung für Rollenspieler)
- Sybils and Spaceships Poetry Chapbook (2009, NESFA Press)